# Robin Hobb
Robin Hobb es el segundo seudónimo de la novelista Margaret Astrid Lindholm Ogden (1952, California) cuya obra se centra principalmente en la fantasía, aunque también ha escrito algunas obras de ciencia ficción.
Desde 1983 hasta 1992 escribió exclusivamente bajo el seudónimo de Megan Lindholm. Sus trabajos con ese alias suelen ser fantasía contemporánea. En 1995 comenzó a utilizar el seudónimo Robin Hobb para obras orientadas a la fantasía medieval épica más tradicional. Hoy en día publica con los dos nombres y vive en Tacoma, Washington.
Hasta 2003 había vendido más de un millón de ejemplares de sus primeras nueve novelas como Robin Hobb y en estos últimos años terminó de escribir una novela en cuatro volúmenes llamada The Rain Wild Chronicles. Estos volúmenes recibieron los nombres de The Dragon Keeper, Dragon Haven y City of Dragons, mientras que el último, Blood of Dragons está previsto para 2013. Otro de sus últimos lanzamientos, The Inheritance, es una colección de historias cortas de ficción escritas en parte como Robin Hobb y en parte como Megan Lindholm. 

## Inicios
Ogden nació en California en 1952 pero creció en Alaska. Tras graduarse en el instituto estudió un año en la Universidad de Denver para después regresar a Alaska y tras casarse a los dieciocho se mudó a Kodiak, una isla en la costa sur de ese estado. Fue durante ese periodo cuando vendió su primer relato y comenzó una carrera literaria escribiendo para publicaciones infantiles. "Bones for Dulath", en Amazons!, fue la primera obra de fantasía que publicó como Megan Lindholm. La antología fue publicada por Daw, editada por Jessica Amanda Salmonson y ganó el Premio Mundial de Fantasía a la Mejor Antología del Año. Durante la década siguiente viajó por América antes de asentarse en Washington y continuar su carrera como escritora de fantasía y ciencia ficción. Tiene tres hijos mayores y una hija pequeña.
Sus libros han sido alabados por Orson Scott Card. Card ha dicho de ella que "sin ninguna duda establece el nivel para las novelas de fantasía adulta actuales."

### Como Megan Lindholm

#### The Ki and Vandien Quartet
- Harpy's Flight (1983)
- The Windsingers (1984)
- The Limbreth Gate (1984)
- Luck of the Wheels (1989)

#### Tillu and Kerlew
- The Reindeer People (1988)
- Wolf's Brother (1988)

#### Otros Libros
- Wizard of the Pigeons (1985)
- Cloven Hooves (1991)
- Alien Earth (1992)
- The Gypsy (1992) con Steven Brust

#### Relatos
- Cut

### Como Robin Hobb

#### El Reino de los Vetulus (The Realm of the Elderlings)

##### Trilogía del Vatídico (The Farseer Trilogy)
La trilogía del Vatídico sigue la vida de Traspié Hidalgo Vatídico (Fitz Chivalry Farseer en el original), conocido como Traspié, en un reino llamado los Seis Ducados mientras su tío, el Príncipe Veraz, intenta hacerle la guerra a los Corsarios de la Vela Roja de las Islas del Margen, quienes atacan las costas del reino convirtiendo a la gente de los Seis Ducados en Forjados: aún vivos pero sin emociones, sin alma. Mientras tanto, los celos del Príncipe Regio y su complacencia ante sus propios caprichos amenaza con destruir los Seis Ducados.
Primera edición en España por La Factoría de Ideas
- Aprendiz de asesino (primera parte de Assassin's Apprentice, 1995)
- La diplomacia del asesino (segunda parte de Assassin's Apprentice, 1995)
- Asesino real (primera parte de Royal Assassin, 1996)
- La fragilidad del asesino (segunda parte de Royal Assassin, 1996)
- La búsqueda del asesino (primera parte de Assassin's Quest, 1997)
- La senda del asesino (segunda parte de Assassin's Quest, 1997)

Edición posterior en Plaza y Janés
- Aprendiz de asesino (Assassin's Apprentice) ISBN 978-84-9800-638-4
- Asesino real (Royal Assassin) ISBN 978-84-9800-704-6
- La búsqueda del asesino (Assassin's Quest) ISBN 978-84-9800-708-4

##### Trilogía de Las Leyes del Mar (Liveship Traders Trilogy)
La trilogía de Las Leyes del Mar tiene lugar principalmente al suroeste de los Seis Ducados en el Mitonar (Bingtown), colonia dependiente de la Satrapía de Jamaillia, y se centra en las naos redivivas (barcos conscientes). La trilogía es inusualmente náutica (un tema pocas veces tratado en la fantasía) y su germen habría sido aparentemente la idea de presentar barcos que estuvieran literalmente vivos y fueran conscientes.
- Las naves de la magia (Ship of Magic, 1998) ISBN 978-84-9800-213-3
- Las naves de la locura (The Mad Ship, 1999) ISBN 978-84-9800-321-5
- Las naves del destino (Ship of Destiny, 2000) ISBN 978-84-9800-369-7

##### Trilogía de El Profeta Blanco (The Tawny Man Trilogy)
El profeta blanco continúa siguiendo la vida de Traspié Hidalgo Vatídico, de la Trilogía del Vatídico. Comienza 15 años después de los hechos acontecidos en Assassin's Quest, un periodo contado en parte en la Trilogía de Las Leyes del Mar. Está centrada en los intentos del Bufón de guiar a otros para que cumplan sus profecías.
- La misión del bufón, febrero de 2016 (Fool's Errand, 2001)
- El bufón dorado (Golden Fool, 2002)
- La suerte del bufón (Fool's Fate, 2003)

##### The Rain Wilds Chronicles
Tiene lugar durante los años posteriores a la trilogía de Las Leyes del Mar, y su narración ocurre a la vez y en los años siguientes a los hechos de la trilogía de The Tawny Man.
- Dragon Keeper (2009)
- Dragon Haven (2010)
- City of Dragons (2011)
- Blood of Dragons (2011)

##### The Fitz and the Fool Trilogy
- Fool's Assassin (agosto de 2014)[2]
- Fool's Quest (agosto de 2015)[3][4][5]
- Assassin's Fate (marzo de 2017)

##### Otras novelas relacionadas
- The Wilful Princess and the Piebald Prince (precuela de la Trilogía del Vatídico, 2013)

#### Soldier Son Trilogy
Situada en un mundo nuevo sin relación con las trilogías anteriores, la trilogía de Soldier Son sigue las andanzas de Nevare Burvelle, el segundo hijo del recién nombrado Lord del Reino de Gernia y su preparación y educación en la Academia del Rey Cavalla.
- Shaman's Crossing (2005)
- Forest Mage (2006)
- Renegade's Magic (2008)

#### Historias cortas
- The Inheritance (The Realm of the Elderlings) en Voyager 5: Collector's Edition. Libro en papel solo promocional, no a la venta. Puede comprarse como libro electrónico en Amazon.com.
- Regreso al hogar (Homecoming) (El Reino de los Vetulus) en Leyendas (Legends II), editado y prologado por Robert Silverberg. ISBN 978-84-9800-251-5
- Words Like Coins (The Realm of the Elderlings)
- Blue Boots (The Realm of the Elderlings) en Songs of Love and Death, editado por George R. R. Martin y Gardner Dozois.
- Cat's Meat (The Realm of the Elderlings) en The Inheritance & Other Stories.
- The Triumph, un relato histórico en la antología Warriors.

### Colecciones
- The Inheritance & Other Stories (2011), contiene siete historias escritas como Megan Lindholm y tres historias (todas ambientadas en The Realm of the Elderlings) escritas como Robin Hobb. Estas tres historias son The Inheritance, Homecoming y una nueva, Cat's Meat.